# Comté de Lee (Alabama)
Pour les articles homonymes, voir Comté de Lee.
Le comté de Lee (en anglais : Lee County) est un comté américain situé dans l'est de l'État de l'Alabama. Au recensement des États-Unis de 2010, sa population s'élève à 140 247 habitants. Le siège de comté est Opelika.

## Comtés adjacents
Le comté de Lee est bordé au nord par le comté de Chambers, au nord-est par le comté de Harris, en Géorgie, à l'est par le comté de Muscogee, également en Géorgie, au sud-est par le comté de Russell, au sud-ouest par le comté de Macon et au nord-ouest par le comté de Tallapoosa.

## Démographie
En 2010, le comté de Lee est le huitième comté le plus peuplé de l'Alabama.
| 1870   | 1880   | 1890   | 1900   | 1910   | 1920   |
| ------ | ------ | ------ | ------ | ------ | ------ |
| 21 750 | 27 262 | 28 694 | 31 826 | 32 867 | 32 821 |

| 1930   | 1940   | 1950   | 1960   | 1970   | 1980   |
| ------ | ------ | ------ | ------ | ------ | ------ |
| 36 063 | 36 455 | 45 073 | 49 754 | 61 268 | 76 283 |

| 1990   | 2000    | 2010    | - | - | - |
| ------ | ------- | ------- | - | - | - |
| 87 146 | 115 092 | 140 247 | - | - | - |